# Wahagnadzor
Wahagnadzor – wieś w Armenii, w prowincji Lorri. W 2011 roku liczyła 300 mieszkańców.